# Tiempo universal
El tiempo universal (UT) es un estándar de tiempo basado en la rotación de la Tierra. Existen varias versiones del tiempo universal, que difieren hasta en unos pocos segundos. Las más utilizadas son el tiempo universal coordinado (UTC) y UT1. Todas estas versiones del UT, excepto el UTC, se basan en la rotación de la Tierra con respecto a los objetos celestes distantes (estrellas y cuásares), pero con un factor de escala y otros ajustes para acercarlos al tiempo solar. El UTC se basa en el tiempo atómico internacional, con  segundos bisiestos añadidos para mantenerlo dentro de los 0.9 segundos del UT1.

## Hora universal y hora estándar
Antes de la introducción de la hora estándar, cada localidad del mundo que utilizaba el reloj ajustaba su reloj oficial, si lo tenía, según la posición local del Sol (véase hora solar). Esto sirvió adecuadamente hasta la introducción del viaje en tren en Gran Bretaña, que hizo posible viajar lo suficientemente rápido en largas distancias como para requerir el reajuste continuo del reloj a medida que un tren avanzaba en su recorrido diario a través de varias ciudades. La hora media de Greenwich, la  hora solar media en el meridiano primario de Greenwich, se estableció para resolver este problema: todos los relojes de Gran Bretaña se ajustaban a esta hora independientemente del mediodía solar local.  Para sincronizar estos relojes se utilizaban cronómetros o telegrafía.

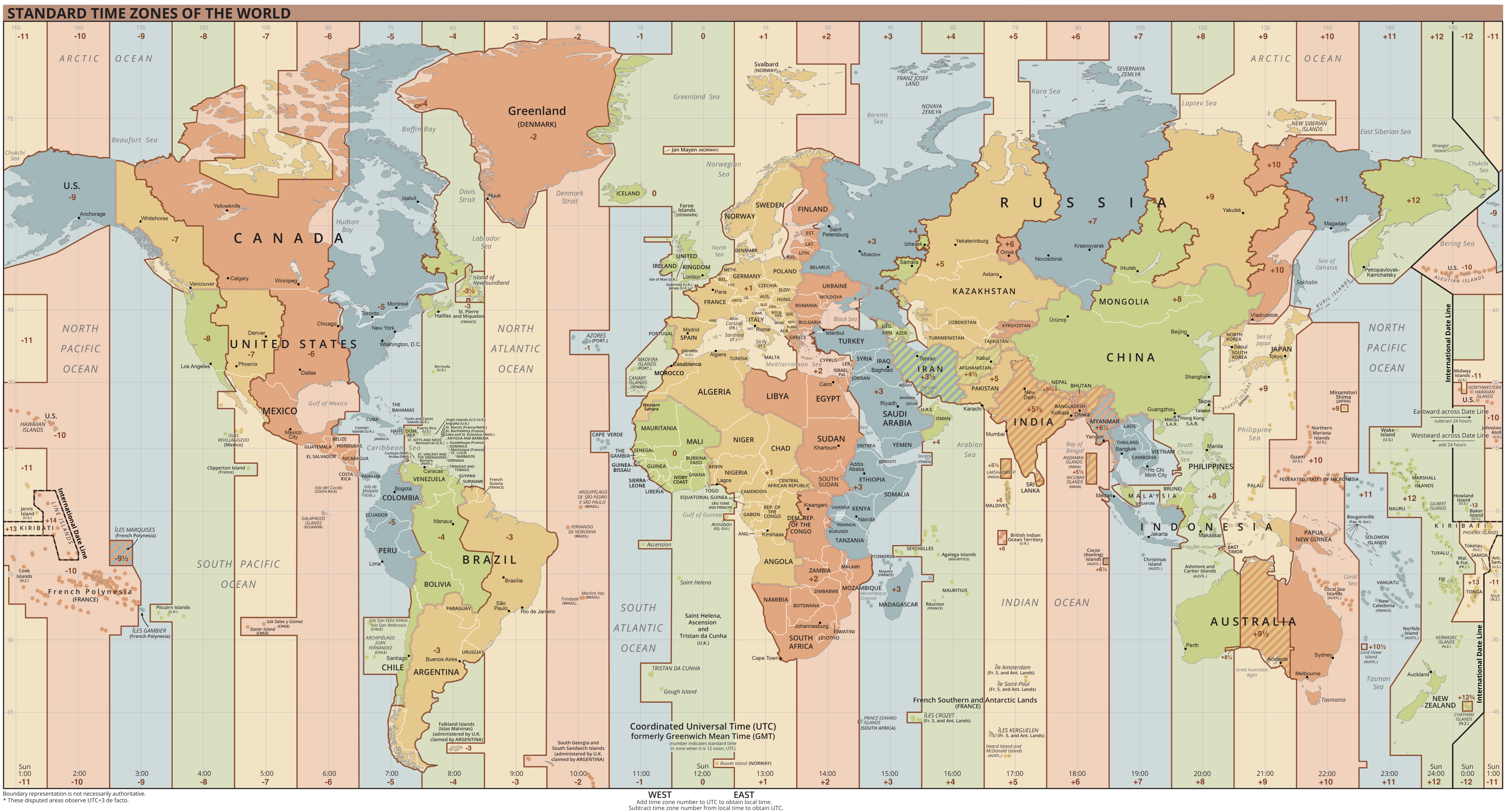
Zonas horarias estándar del mundo desde 2016. El número en la parte inferior de cada zona especifica el número de horas que hay que añadir a a la hora del Tiempo Universal Coordinado (UTC) para convertirla en la hora local.

La hora estándar fue propuesta originalmente por el escocés-canadiense Sir Sandford Fleming en una reunión del Instituto Canadiense en Toronto el 8 de febrero de 1879. Sugirió que los husos horarios estándar podían utilizarse localmente, pero estaban subordinados a su hora mundial única, a la que llamó tiempo cósmico. La propuesta dividía el mundo en veinticuatro zonas horarias, cada una de las cuales cubría 15 grados de longitud. Todos los relojes de cada zona estarían ajustados a la misma hora que los demás, pero diferirían en una hora de los de las zonas vecinas. La hora local del Observatorio Real en Greenwich fue anunciada como la referencia base recomendada para la hora mundial el 22 de octubre de 1884 al final de la Conferencia Internacional del Meridiano. Se eligió este lugar porque en 1884 dos tercios de todas las cartas náuticas y mapas ya lo utilizaban como primer meridiano. La conferencia no adoptó los husos horarios de Fleming porque estaban fuera del propósito para el que fue convocada, que era elegir una base para la hora universal (así como un primer meridiano).

## Medición
Basándose en la rotación de la Tierra, el tiempo puede medirse observando los cuerpos celestes que cruzan el meridiano cada día. Los astrónomos descubrieron que era más preciso establecer la hora observando las estrellas cuando cruzaban un meridiano que observando la posición del Sol en el cielo. Hoy en día, el UT en relación con el tiempo atómico internacional (TAI) se determina mediante observaciones de interferometría de muy larga base (VLBI) de cuásares lejanos, un método que puede determinar el UT1 con una precisión de 15 microsegundos o mejor.

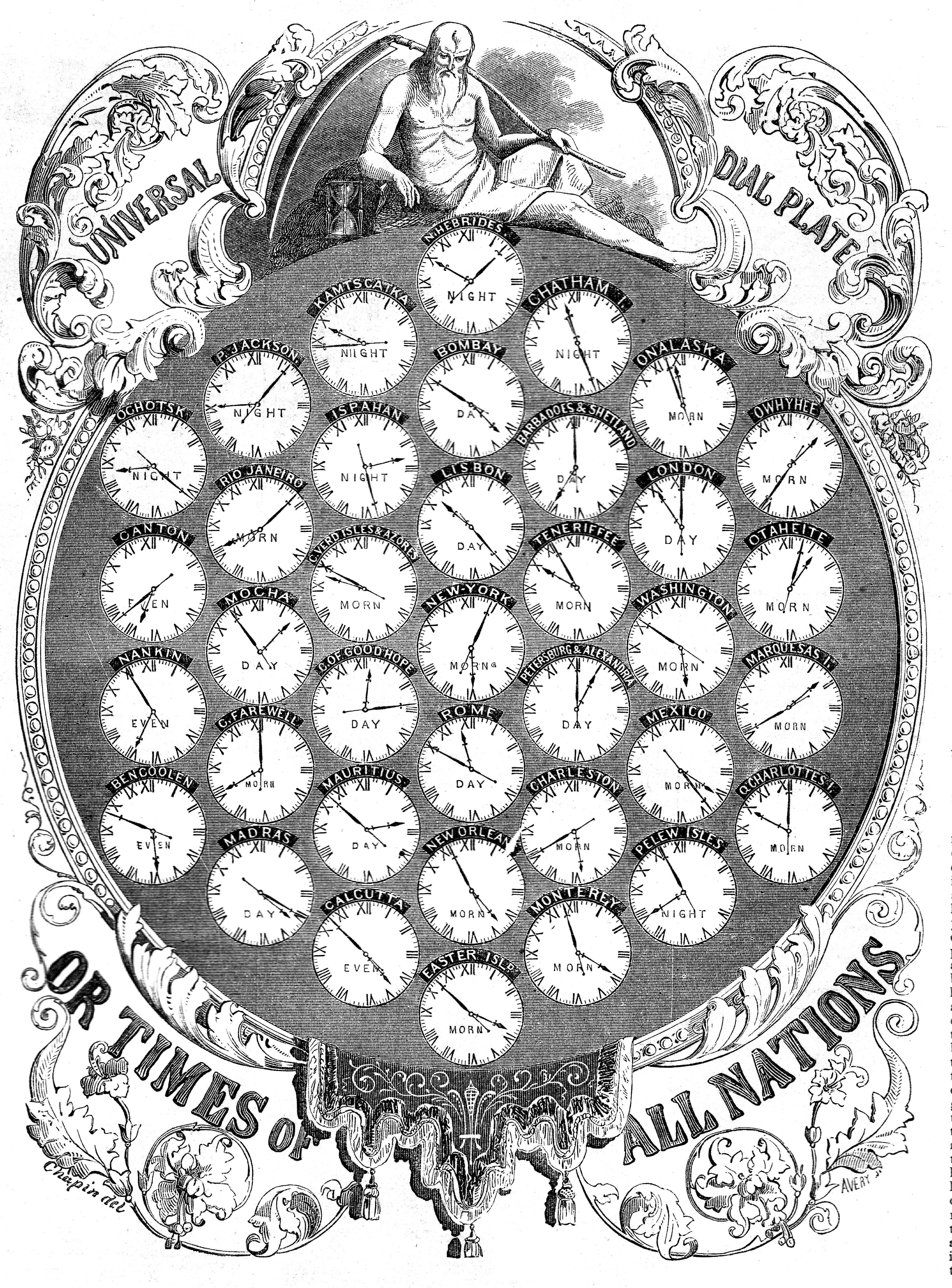
Un "Universal Dial Plate" de 1853 que muestra las horas relativas de "todas las naciones" antes de la adopción del tiempo universal.

La rotación de la Tierra y el UT son monitoreados por el International Earth Rotation and Reference Systems Service (IERS). La Unión Astronómica Internacional también participa en el establecimiento de normas, pero el árbitro final de las normas de transmisión es la Unión Internacional de Telecomunicaciones o UIT.
La rotación de la Tierra es algo irregular y, además, se ralentiza muy gradualmente debido a la aceleración de marea. Además, la longitud del segundo se determinó a partir de observaciones de la Luna entre 1750 y 1890. Todos estos factores hicieron que en promedio el día solar medio moderno, sea un poco más largo que los 86 400 SI segundos nominales, el número de segundos tradicional que conforman un día. Como el UT es ligeramente irregular en su ritmo, los astrónomos introdujeron el tiempo de efemérides, que desde entonces ha sido sustituido por el tiempo terrestre (TT). Como el tiempo universal queda determinado por la rotación de la Tierra, la cual se aparta de estándares de frecuencias atómicas más precisos, es necesario realizar un ajuste (llamado  segundo intercalar) a este tiempo atómico desde (a 2019) La "hora de emisión" sigue estando ampliamente sincronizada con la hora solar. Por lo tanto, el estándar de transmisión civil para el tiempo y la frecuencia generalmente sigue de cerca el tiempo atómico internacional, pero ocasionalmente avanza (o "salta") para evitar que se desvíen demasiado del tiempo solar medio.
El tiempo dinámico baricéntrico (TDB), una forma de tiempo atómico, se utiliza actualmente en la construcción de las efemérides de los planetas y otros objetos del sistema solar, por dos razones principales. En primer lugar, estas efemérides están vinculadas a las observaciones ópticas y de radar del movimiento planetario, y la escala de tiempo de la TDB se ajusta para que se sigan las leyes del movimiento de Newton, con correcciones para la relatividad general. Además, las escalas de tiempo basadas en la rotación de la Tierra no son uniformes y, por tanto, no son adecuadas para predecir el movimiento de los cuerpos de nuestro sistema solar.

## Versiones
Existen varias versiones del tiempo universal:
- UT0 es el tiempo universal determinado en un observatorio mediante la observación del movimiento diurno de las estrellas o de las fuentes radioeléctricas extragalácticas, y también a partir de las observaciones de alcance de la Luna y de los satélites artificiales de la Tierra. Se considera que la ubicación del observatorio tiene coordenadas fijas en un marco de referencia terrestre (como el Sistema de Referencia Terrestre Internacional), pero la posición del eje de rotación de la Tierra se desplaza sobre la superficie terrestre; esto se conoce como movimiento polar. El UT0 no contiene ninguna corrección para el movimiento polar. La diferencia entre UT0 y UT1 es del orden de unas decenas de milisegundos. La designación UT0 ya no es de uso común.[11]
- UT1 es la forma principal del tiempo universal. Aunque conceptualmente es la hora solar media a 0° de longitud, las mediciones precisas del Sol son difíciles. Por lo tanto, se calcula a partir de la determinación de las posiciones de cuásares distantes utilizando interferometría de línea de base larga, la localización por láser de la Luna y los satélites artificiales, así como la determinación de las órbitas de los satélites del GPS. El UT1 es el mismo en todas partes de la Tierra, y es proporcional al ángulo de rotación de la Tierra con respecto a los cuásares distantes, concretamente, el Sistema de Referencia Celeste Internacional (ICRF), sin tener en cuenta algunos pequeños ajustes. Las observaciones permiten determinar una medida del ángulo de la Tierra con respecto al ICRF, llamada ángulo de rotación de la tierra (ERA, que sirve como reemplazo moderno del Tiempo Sidéreo Medio de Greenwich). El UT1 debe seguir la relación

ERA = 2π(0.7790572732640 + 1.00273781191135448Tu) radianes
donde Tu = (día juliano UT1 - 2451545.0)
- UTC (tiempo universal coordinado) es una escala de tiempo atómica que se aproxima al UT1. Es el estándar internacional en el que se basa la hora civil. Tiene un ritmo de SI segundos, al ritmo del TAI. Suele tener 86 400 segundos SI por día, pero se mantiene a 0,9 segundos del UT1 mediante la introducción de  segundos bisiestos ocasionales. A partir de 2016 estos saltos siempre han sido positivos (los días que contenían un segundo bisiesto tenían 86 401 segundos). Siempre que no se requiera un nivel de precisión superior a un segundo, el UTC puede utilizarse como una aproximación del UT1. La diferencia entre UT1 y UTC se conoce como DUT1.[17]

## Fechas de adopción en varios países
La tabla muestra las fechas de adopción de las zonas horarias basadas en el meridiano de Greenwich, incluidas las zonas de media hora.
| Año  | Países |
| ---- | --- |
| 1847 | Gran Bretaña |
| 1880 | Irlanda |
| 1883 | Canadá, Estados Unidos |
| 1884 | Serbia |
| 1888 | Japón |
| 1892 | Bélgica, los Países Bajos, S. Africa |
| 1893 | Italia, Alemania, Austria-Hungría |
| 1894 | Bulgaria, Dinamarca, Noruega, Suiza, Rumanía, Turquía                                                                                         |
| 1895 | Australia, Nueva Zelanda, Natal |
| 1896 | Formosa (Taiwán) |
| 1899 | Puerto Rico, Filipinas |
| 1900 | Suecia, Egipto, Alaska |
| 1901 | España |
| 1902 | Mozambique, Rodesia |
| 1903 | Ts'intao, Tientsin |
| 1904 | China Coast, Corea, Manchuria, N. Borneo |
| 1905 | Chile |
| 1906 | India (excepto Calcuta), Ceilán (Sri Lanka), Seychelles                                                                                       |
| 1907 | Mauritius, Chagos |
| 1908 | Islas Feroe, Islandia |
| 1911 | Francia, Argelia, Túnez, |
| 1912 | Portugal y las posesiones de ultramar, otras posesiones francesas, Samoa, Hawái, Midway y Guam, Timor, Bismarck Arch., Jamaica, Islas Bahamas |
| 1913 | Honduras Británica, Dahomey |
| 1914 | Albania, Brasil, Colombia |
| 1916 | Grecia, Polonia, Turquía |

| Año        | Países |
| ---------- | --- |
| 1917       | Irak, Palestina |
| 1918       | Guatemala, Panamá, Gambia, Costa del Oro |
| 1919       | Letonia, Nigeria |
| 1920       | Argentina, Uruguay, Burma, Siam |
| 1921       | Finlandia, Estonia, Costa Rica |
| 1922       | México |
| 1924       | Java, Unión Soviética |
| 1925       | Cuba |
| 1928       | China Interior |
| 1930       | Bermuda |
| 1931       | Paraguay |
| 1932       | Barbados, Bolivia, Dutch East Indies |
| 1934       | Nicaragua, E. Níger |
| Hacia 1936 | Labrador, Norfolk I. |
| Hacia 1937 | Islas Caimán, Curaçao, Ecuador, Isla de Terranova |
| Hacia 1939 | Fernando Po, Persia |
| Hacia 1940 | Lord Howe I. |
| 1940       | Países Bajos |
| Hacia 1948 | Aden, Ascension I., Barén, British Somaliland, Calcuta, Dutch Guiana, Kenia, Federated Malay States, Omán, Straits Settlements, St. Helena, Uganda, Zanzíbar |
| Hacia 1953 | Raratonga, Georgia del Sur |
| Hacia 1954 | Islas Cook |
| Hacia 1959 | Maldivas |
| Hacia 1961 | Friendly Is., Tonga Is. |
| Hacia 1962 | Arabia Saudita |
| Hacia 1964 | Niue Is. |
| 1972       | Liberia |